# Artur Kronthal
Artur Kronthal (także: Arthur Kronthal, ur. 25 listopada 1859, zm. 4 listopada 1941 w Berlinie) – niemiecki przemysłowiec, historyk pochodzenia żydowskiego.

## Życiorys

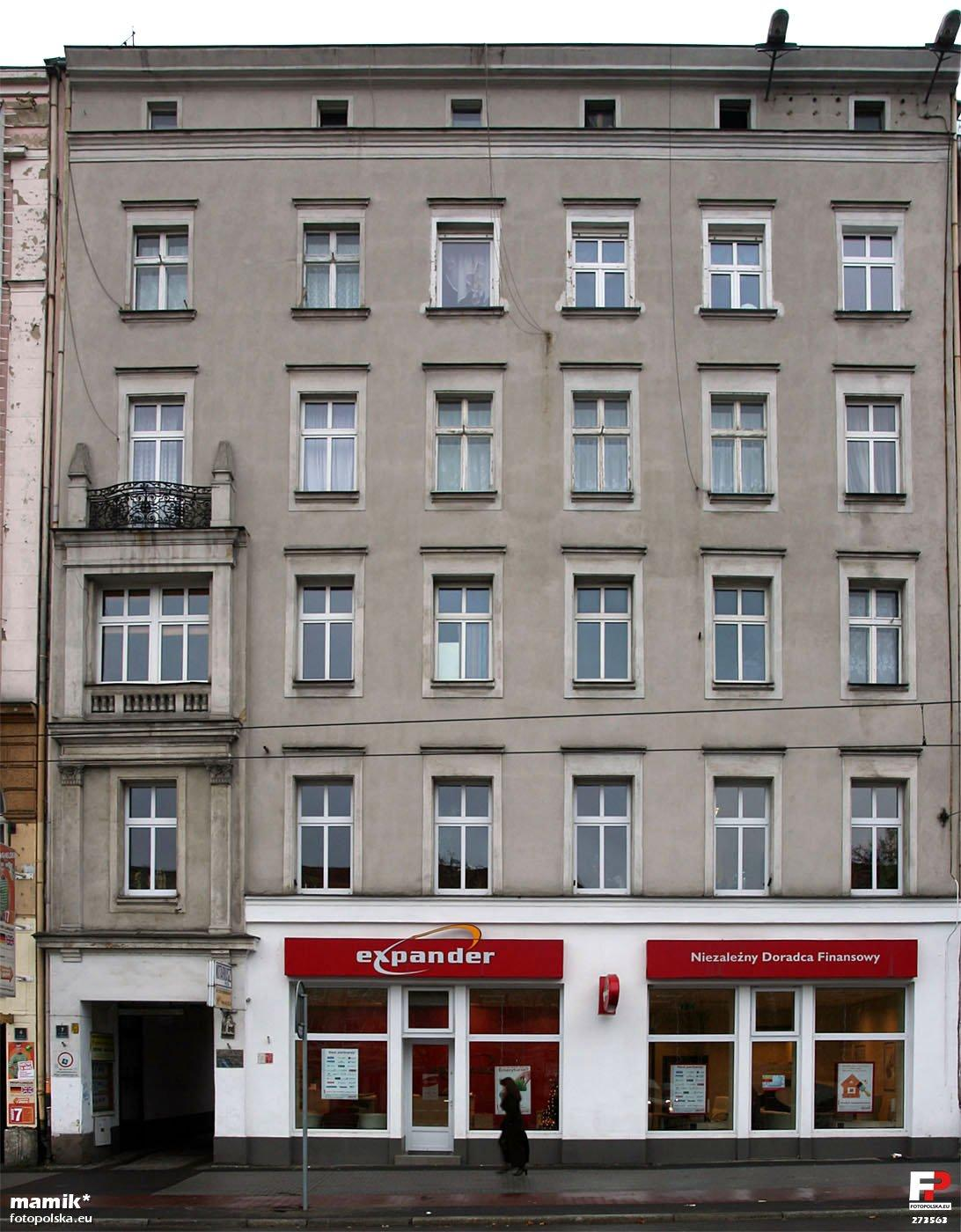
Kamienica przy pl. Wolności 7 w której mieszkał i prowadził działalność Kronthal

Pochodził z rodziny fabrykantów mebli. Uczył się w Gimnazjum Fryderyka Wilhelma, następnie we Wrocławiu. Zdobywał wykształcenie w zakresie budowy maszyn, stolarstwa, tokarstwa, a także odbył praktykę kupiecką. Został powołany do wojska i pełnił służbę w Poznaniu.
Od 1880 kierował sklepem meblowym fabryki założonej przez dziadka, Simona. Z zarządzania tym interesem zrezygnował w 1906. Założył fundację muzealną Museumsstiftung des Herrn Arthur Kronthal.
Był członkiem Związku Młodych Kupców, Zarządu Stowarzyszenia Popierania Rzemiosła i Rolnictwa wśród Żydów, oraz kuratorium Królewskiej Szkoły Budowy Maszyn, przewodniczył Towarzystwu Opieki nad Chorymi Robotnikami; należał do izraelickiej loży masońskiej Kosmos (Odd Felow). Był radnym Poznania (1903-1906) oraz członkiem Magistratu (1906-1918). W 1916 kierował Muzeum im. Hindenburga.
Działał na rzecz Ogrodu Zoologicznego w Poznaniu; uważał, że nowy ogród powinien powstać poza granicami miasta.
Publikował w czasopismach naukowych oraz w prasie codziennej. W „Posener Zeitung” (1911) opublikował analizę orła z wieży ratuszowej w Poznaniu. Uważał, że orzeł ten nie jest orłem polskim, gdyż nie posiadał języka, berła ani miecza w szponach; skrzydła miał rozstawione na bok, a nie w górę (ryc.). W dziele „Werke der Posener bildenter Kunst” (1921) dokonał analizy obrazu „Jarmark w Poznaniu” (Juliusz Knorr, 1838) na której opisał wśród grupy Żydów, Kohena von Bauena – prawuja marszałka Hindenburga. Napisał m.in. prace: Werke der posener bildenden Kunst (1921) i Michael Alexander, Eduard Czarnikow und andere Bildnismaler der posener Biedermeierzeit (1921).
W 1918 stracił większość pieniędzy na skutek hiperinflacji. W 1921 wyjechał do Berlina, gdzie mieszkał w domu starców w dzielnicy Schmargendorf. Przeżył wydarzenia „nocy kryształowej”, nie został także wywieziony do obozu koncentracyjnego.

## Publikacje (wybór)
- Alt-Posen. Ansichten der Stadt Posen aus dem Jahre 1833 mit Einleitung und Erläuterungen von Arthur Kronthal, Posen: Philippsche Buchhandlung, 1917 (Litografie według rysunków Juliusa von Minutoliego)
- Beiträge zur Geschichte der Posener Denkmäler und des künstlerischen und geistigen Lebens in Posen, Posen 1911 (Sonderabdruck aus dem von der Stadt Posen herausgegebenen Werk: „Die Residenzstadt Posen und ihre Verwaltung”, Posen 1911)
- Das Rathaus in Posen, Posen: Verlag der Residenzstadt Posen, 1914
- Der alte Kunstverein für das Grossherzogtum Posen, Posen 1910
- Dr. Karol Marcinkowski. Eine Schilderung seines Lebens, seines Wirkens und seiner Zeit, Breslau: Priebatsch’s Verl., 1925
- Neue Forschungen über J. B. Quadro, Posen: Drukarnia Concordia Sp. Akc., 1929 (Sonder-Abdruck: Deutsche Wissenschaftliche Zeitschrift für Polen, H. 15)
- Przyczynki do historii zabytków oraz życia artystycznego i umysłowego Poznania. Poznań oczami Prusaka wzorowego, oprac. przez radcę miejskiego Arthura Kronthala, przekł. z jęz. niem. Joanna Grzesiak, komentarze: Iwona Błaszczyk, Przemysław Matusik, Jacek Wiesiołowski, Poznań: Wydawnictwo Miejskie, 2009
- Ryszard Witting. Szkic biograficzny, Poznań: Drukarnia Robotników Chrześcijańskich S.A., 1931
- Werke der Posener bildenden Kunst. Beiträge zur Heimatkunde über die Deckenbilder des Rathauses in Posen, das Knorrsche Gemälde „Marktplatz in Posen” und Julius v. Minutoli, Louis Sachse und die Posener Stadtansichten des Jahres 1833, Berlin und Leipzig, Vereinigung Wissenschaftlicher Verleger Walter de Gruyter & Co., 1921